# 平岡樹芸センター
平岡樹芸センター（ひらおかじゅげいセンター）は、北海道札幌市清田区に位置する植物公園（特殊公園）。愛称、みどりーむ。

## 概要
平岡樹芸センターは、土地および樹木を寄贈された札幌市が整備し、1984年（昭和59年）に公園として開園した。総面積2.9ヘクタール (29,297m2) の園内には、約3,000本のイチイ（地方名: おんこ）のほか、700-800本のカエデ（8種）が植えられ、ツツジ、サクラ、マツなども植栽されている。ツツジは5月頃に花が、イチイは6月頃に芽吹きが見られ、また、秋には種々紅葉が見られる。約150mにかけて延びるノムラモミジ並木のほか、日本庭園も造られ、庭池や四阿（あずまや）が配置されている。
2007年（平成19年）11月、札幌市清田区は10周年を記念した「清田ふるさと遺産」の1つとして選定した。

## 利用情報
- 開園期間: 4月29日 - 11月3日
- 開園時間: 8:45 - 17:15
- 定休日: 毎週月曜日（月曜日が祝日の場合は翌日休園）
- 入園料: 無料

## 交通アクセス
- バス: 北海道中央バス（大曲営業所、白石営業所）、JR北海道バス（空知線）「平岡4条2丁目」下車。
- 車: 駐車場30台。無料。

## 周辺
- 平岡公園